# Rockwell AIM 65

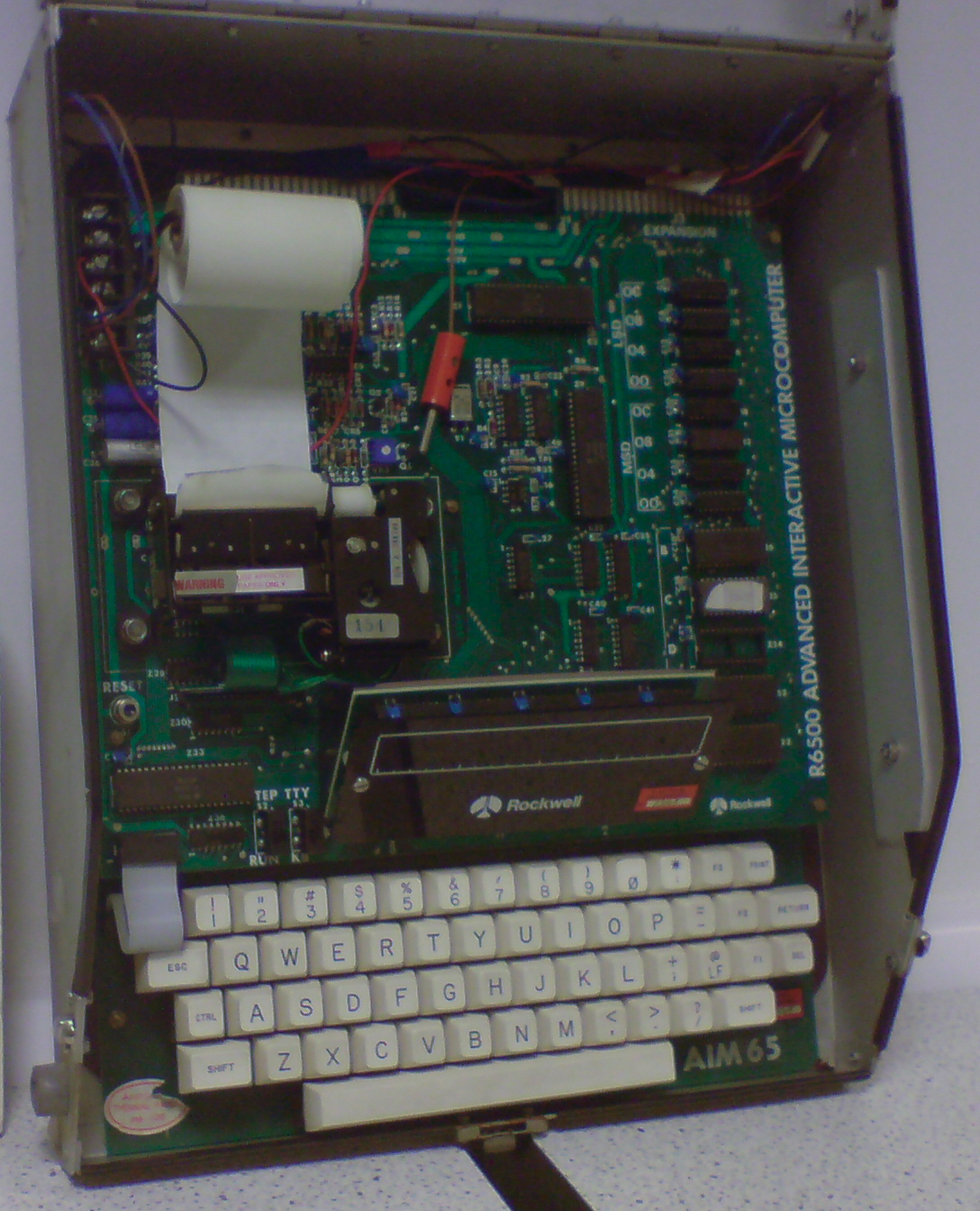
L'interno dell'AIM 65

Il Rockwell AIM 65 (R6500 based Advanced Interactive Microcomputer) è un microcomputer basato sul microprocessore MOS Technology 6502 prodotto da Rockwell International a partire dal 1976. Si differenziava dal MOS KIM-1, il primo dei microcomputer basati sul MOS 6502, per essere un sistema più evoluto, comprendendo anche una tastiera completa e una piccola stampante a carta termica. Era concepito come sistema di sviluppo educativo, ma costituiva in effetti uno strumento versatile ed economico.
L'offerta di software comprendeva gli interpreti per i linguaggi di programmazione BASIC, assembly, Pascal, PL/65 e Forth, forniti su chip ROM da installare direttamente sulla scheda madre. Analogamente anche l'offerta di hardware era molto ampia, potendo collegare alla porta di espansione dell'AIM 65 schede per RAM o ROM aggiuntive, controller per floppy disk e altre periferiche.

## Caratteristiche tecniche
L'AIM 65 è un microcomputer basato sul Rockwell 6502, una versione del MOS 6502 prodotta su licenza da Rockwell International, presentato nel 1976 sull'onda del successo che aveva riscosso presso gli hobbisti il MOS KIM-1, un microcomputer che gli ingegneri MOS avevano realizzato per permettere agli sviluppatori di sperimentare il nuovo processore. L'AIM 65 veniva offerto con una dotazione di 4 kB di memoria RAM per i programmi dell'utente e 12 kB di memoria ROM che conteneva il firmware del microcomputer, un monitor chiamato Advanced Interactive Monitor che integrava un assembler/disassembler, permetteva di leggere e scrivere la memoria ed i registri, avviare l'esecuzione di altri programmi ed altro ancora.
Una particolarità di questo monitor era quella di poter eseguire un programma una istruzione alla volta, caratteristica ottenuta utilizzando un interrupt non mascherabile. Il monitor offriva una serie di funzioni accessibili dall'utente per gestire l'input/output e l'esecuzione del codice, tutte documentate.
Il microcomputer ha 5 zoccoli per alloggiare altrettanti chip ROM: 2 sono occupati dal firmware in dotazione, e 3 sono disponibili per utilizzare altro software, quale i linguaggi di programmazione aggiuntivi.
La macchina integra un controllo per gestire due registratori a cassette in modo da poter creare dei grossi programmi in assembly utilizzando l'assembler memorizzato nella ROM e una tabella di sostituzione. Il primo passo era quello di leggere la tabella e memorizzarla in RAM; durante il secondo passo veniva letto dal primo registratore il sorgente del programma, istruzione per istruzione. Ogni istruzione veniva convertita nel corrispondente codice macchina e salvata poi sul secondo nastro. Grazie a questo modo di funzionare, era possibile scrivere programmi anche molto lunghi, l'importante era utilizzare una tabella di conversione che non occupasse più dei 4 kB di RAM messi a disposizione dalla macchina sebbene a costo di una velocità particolarmente lenta a causa delle cassette.
Nel 1981 Rockwell presentò un modello migliorato con un display da 40 caratteri (contro i 20 del primo modello), noto come AIM 65/40: la memoria RAM di base era stata portata a 16 kB, la ROM arrivava a 32 kB, a seconda del software installato di serie, la tastiera aveva dei tasti aggiuntivi.